# Alfred Engelsen
Alfred Bertran Engelsen (Bergen, 16 januari 1893 - Tvedestrand, 13 september 1966) was een Noors turner.
Engelsen won tijdens de Olympische Zomerspelen 1912 met de Noorse ploeg de gouden medaille in de landenwedstrijd vrij systeem.
Engelsen nam tijdens dezelfde spelen ook deel aan het schoonspringen op het onderdeel hoogduiken, hij strandde in de voorrondes.

## Olympische Zomerspelen

### Turnen
| Jaar | Plaats    | Resultaten        |
| ---- | --------- | ----------------- |
| 1912 | Stockholm | team vrij systeem |

### Schoonspringen
| Jaar | Plaats    | Resultaten           |
| ---- | --------- | -------------------- |
| 1912 | Stockholm | voorronde hoogduiken |